# Переможці Відкритого чемпіонату Франції з тенісу в парному розряді
Чемпіонат Франції з тенісу заснований 1891 року, але до 1924 року був доступний тільки для французьких спортсменів. 1925 року French Championships став доступний для тенісистів інших країн.

## Фінали

### French Championships
| Рік  | Champions                           | Поразка                             | Рахунок                             |
| ---- | ----------------------------------- | ----------------------------------- | ----------------------------------- |
| 1925 | Жан Боротра Рене Лакост             | Анрі Коше Жак Брюньйон              | 7–5, 4–6, 6–3, 2–6, 6–3             |
| 1926 | Вінсент Річардс Говард Кінсі        | Анрі Коше Жак Брюньйон              | 6–4, 6–1, 4–6, 6–4                  |
| 1927 | Анрі Коше Жак Брюньйон              | Жан Боротра Рене Лакост             | 2–6, 6–2, 6–0, 1–6, 6–4             |
| 1928 | Жан Боротра Жак Брюньйон            | Анрі Коше Рене де Бюзеле            | 6–4, 3–6, 6–2, 3–6, 6–4             |
| 1929 | Рене Лакост Жан Боротра             | Анрі Коше Жак Брюньйон              | 6–3, 3–6, 6–3, 3–6, 8–6             |
| 1930 | Анрі Коше Жак Брюньйон              | Геррі Гопмен Джеймс Віллард         | 6–3, 9–7, 6–3                       |
| 1931 | Джордж Лот Джон Ван Рин             | Вернон Кербі Норман Фаркухарсон     | 6–4, 6–3, 6–4                       |
| 1932 | Анрі Коше Жак Брюньйон              | Крістіан Буссю Марсель Бернар       | 6–4, 3–6, 7–5, 6–3                  |
| 1933 | Пет Г'юз Фред Перрі                 | Вівіан Макграт Адріан Квіст         | 6–2, 6–4, 2–6, 7–5                  |
| 1934 | Жан Боротра Жак Брюньйон            | Джек Кроуфорд Вівіан Макграт        | 11–9, 6–3, 2–6, 4–6, 9–7            |
| 1935 | Джек Кроуфорд Адріан Квіст          | Вівіан Макграт Дон Тернбулл         | 6–1, 6–4, 6–2                       |
| 1936 | Жан Боротра Марсель Бернар          | Пет Г'юз Реймонд Такі               | 6–2, 3–6, 9–7, 6–1                  |
| 1937 | Готтфрід фон Крамм Геннер Генкель   | Норман Фаркухарсон Вернон Кербі     | 6–4, 7–5, 3–6, 6–1                  |
| 1938 | Бернар Дестремо Ївон Петра          | Дон Бадж Джин Мако                  | 3–6, 6–3, 9–7, 6–1                  |
| 1939 | Дон Макніл Чарльз Гарріс            | Жан Боротра Жак Брюньйон            | 4–6, 6–4, 6–0, 2–6, 10–8            |
| 1940 | Не проводився (Друга світова війна) | Не проводився (Друга світова війна) | Не проводився (Друга світова війна) |
| 1941 | Не проводився (Друга світова війна) | Не проводився (Друга світова війна) | Не проводився (Друга світова війна) |
| 1942 | Не проводився (Друга світова війна) | Не проводився (Друга світова війна) | Не проводився (Друга світова війна) |
| 1943 | Не проводився (Друга світова війна) | Не проводився (Друга світова війна) | Не проводився (Друга світова війна) |
| 1944 | Не проводився (Друга світова війна) | Не проводився (Друга світова війна) | Не проводився (Друга світова війна) |
| 1945 | Не проводився (Друга світова війна) | Не проводився (Друга світова війна) | Не проводився (Друга світова війна) |
| 1946 | Марсель Бернар Ївон Петра           | Енріке Мореа Панчо Сегура           | 7–5, 6–3, 0–6, 1–6, 10–8            |
| 1947 | Юстас Фаннін Ерік Стерджесс         | Том Браун Білл Сідвелл              | 6–4, 4–6, 6–4, 6–3                  |
| 1948 | Леннарт Бергелін Ярослав Дробний    | Геррі Гопмен Френк Седжмен          | 8–6, 6–1, 12–10                     |
| 1949 | Панчо Гонсалес Френк Паркер         | Юстас Фаннін Ерік Стерджесс         | 6–3, 8–6, 5–7, 6–3                  |
| 1950 | Білл Талберт Тоні Траберт           | Ярослав Дробний Ерік Стерджесс      | 6–2, 1–6, 10–8, 6–2                 |
| 1951 | Кен Мак-Грегор Френк Седжмен        | Гарднар Маллой Дік Севітт           | 6–2, 2–6, 9–7, 7–5                  |
| 1952 | Кен Мак-Грегор Френк Седжмен        | Гарднар Маллой Дік Севітт           | 6–3, 6–4, 6–4                       |
| 1953 | Лью Гоуд Кен Роузволл               | Мервін Роуз Клайв Вайлдерспін       | 6–2, 6–1, 6–1                       |
| 1954 | Вік Сайксес Тоні Траберт            | Лью Гоуд Кен Роузволл               | 6–4, 6–2, 6–1                       |
| 1955 | Вік Сайксес Тоні Траберт            | Нікола П'єтранджелі Орландо Сірола  | 6–1, 4–6, 6–2, 6–4                  |
| 1956 | Дон Кенді Боб Перрі                 | Ешлі Купер Лью Гоуд                 | 7–5, 6–3, 6–3                       |
| 1957 | Мал Андерсон Ешлі Купер             | Дон Кенді Мервін Роуз               | 6–3, 6–0, 6–3                       |
| 1958 | Ешлі Купер Ніл Фрейзер              | Роберт Гау Ейб Сегал                | 3–6, 8–6, 6–3, 7–5                  |
| 1959 | Нікола П'єтранджелі Орландо Сірола  | Рой Емерсон Ніл Фрейзер             | 6–3, 6–2, 14–12                     |
| 1960 | Рой Емерсон Ніл Фрейзер             | Хосе Луїс Арілья Андрес Хімено      | 6–2, 8–10, 7–5, 6–4                 |
| 1961 | Рой Емерсон Род Лейвер              | Роберт Гау Боб Марк                 | 3–6, 6–1, 6–1, 6–4                  |
| 1962 | Рой Емерсон Ніл Фрейзер             | Вільгельм Бунгерт Крістіан Кунке    | 6–3, 6–4, 7–5                       |
| 1963 | Рой Емерсон Мануель Сантана         | Гордон Форбс Ейб Сегал              | 6–2, 6–4, 6–4                       |
| 1964 | Рой Емерсон Кен Флетчер             | Джон Ньюкомб Тоні Роч               | 7–5, 6–3, 3–6, 7–5                  |
| 1965 | Рой Емерсон Фред Столл              | Кен Флетчер Боб Г'юїтт              | 6–8, 6–3, 8–6, 6–2                  |
| 1966 | Кларк Гребнер Денніс Ролстрон       | Іліє Настасе Йон Ціріак             | 6–3, 6–3, 6–0                       |
| 1967 | Джон Ньюкомб Тоні Роч               | Рой Емерсон Кен Флетчер             | 6–3, 9–7, 12–10                     |

### Відкритий чемпіонат Франції
| Рік  | Champions                           | Поразка                              | Рахунок                        |
| ---- | ----------------------------------- | ------------------------------------ | ------------------------------ |
| 1968 | Кен Роузволл Фред Столл             | Рой Емерсон Род Лейвер               | 6–3, 6–4, 6–3                  |
| 1969 | Джон Ньюкомб Тоні Роч               | Рой Емерсон Род Лейвер               | 4–6, 6–1, 3–6, 6–4, 6–4        |
| 1970 | Іліє Настасе Йон Ціріак             | Артур Еш Чарлі Пасарелл              | 6–2, 6–4, 6–3                  |
| 1971 | Артур Еш Марті Ріссен               | Том Гормен Стен Сміт                 | 6–8, 4–6, 6–3, 6–4, 11–9       |
| 1972 | Боб Г'юїтт Фрю Макміллан            | Патрісіо Корнехо Хайме Фійоль        | 6–3, 8–6, 3–6, 6–1             |
| 1973 | Джон Ньюкомб Том Оккер              | Джиммі Коннорс Іліє Настасе          | 6–1, 3–6, 6–3, 5–7, 6–4        |
| 1974 | Дік Крілі Онні Парун                | Боб Лутц Стен Сміт                   | 6–3, 6–2, 3–6, 5–7, 6–1        |
| 1975 | Браян Готтфрід Рауль Рамірес        | Джон Александер Філ Дент             | 6–4, 2–6, 6–2, 6–4             |
| 1976 | Фред Макнеер Шервуд Стюарт          | Браян Готтфрід Рауль Рамірес         | 7–6(8–6), 6–3, 6–1             |
| 1977 | Браян Готтфрід Рауль Рамірес        | Войцех Фібак Ян Кодеш                | 7–6, 4–6, 6–3, 6–4             |
| 1978 | Джін Меєр Генк Пфістер              | Хосе Їгерас Мануель Орантес          | 6–3, 6–2, 6–2                  |
| 1979 | Джін Меєр Сенді Меєр                | Росс Кейс Філ Дент                   | 6–4, 6–4, 6–4                  |
| 1980 | Віктор Амая Генк Пфістер            | Браян Готтфрід Рауль Рамірес         | 1–6, 6–4, 6–4, 6–3             |
| 1981 | Гайнц Ґюнтгардт Балаж Тароці        | Террі Мур Еліот Телчер               | 6–2, 7–6, 6–3                  |
| 1982 | Шервуд Стюарт Ферді Тейган          | Ганс Гільдемайстер Белус Прахокс     | 7–5, 6–3, 1–1, retired         |
| 1983 | Андерс Яррід Ганс Сімонссон         | Марк Едмондсон Шервуд Стюарт         | 7–6(7–4), 6–4, 6–2             |
| 1984 | Анрі Леконт Яннік Ноа               | Павел Сложил Томаш Шмід              | 6–4, 2–6, 3–6, 6–3, 6–2        |
| 1985 | Марк Едмондсон Кім Ворвік           | Шломо Глікштейн Ганс Сімонссон       | 6–3, 6–4, 6–7, 6–3             |
| 1986 | Джон Фіцджеральд Томаш Шмід         | Стефан Едберг Андерс Яррід           | 6–3, 4–6, 6–3, 6–7(4–7), 14–12 |
| 1987 | Андерс Яррід Роберт Сегусо          | Гі Форже Яннік Ноа                   | 6–7, 6–7, 6–3, 6–4, 6–2        |
| 1988 | Андрес Гомес Еміліо Санчес Вікаріо  | Джон Фіцджеральд Андерс Яррід        | 6–3, 6–7(8–10), 6–4, 6–3       |
| 1989 | Джим Грабб Патрік Макінрой          | Мансур Бахрамі Ерік Віноградскі      | 6–4, 2–6, 6–4, 7–6(7–5)        |
| 1990 | Серхіо Касаль Еміліо Санчес Вікаріо | Горан Іванишевич Петр Корда          | 7–5, 6–3                       |
| 1991 | Джон Фіцджеральд Андерс Яррід       | Рік Ліч Джим П'ю                     | 6–0, 7–6(7–2)                  |
| 1992 | Якоб Гласек Марк Россе              | Девід Адамс Андрій Ольховський       | 7–6(7–4), 6–7(3–7), 7–5        |
| 1993 | Люк Єнсен Мерфі Єнсен               | Марк-Кевін Гелльнер Давід Пріносіл   | 6–4, 6–7(4–7), 6–4             |
| 1994 | Байрон Блек Джонатан Старк          | Ян Апелль Йонас Бйоркман             | 6–4, 7–6(7–5)                  |
| 1995 | Якко Елтінг Паул Гаргейс            | Ніклас Культі Магнус Ларссон         | 6–7(3–7), 6–4, 6–1             |
| 1996 | Євген Кафельников Даніель Вацек     | Гі Форже Якоб Гласек                 | 6–2, 6–3                       |
| 1997 | Євген Кафельников Даніель Вацек     | Тодд Вудбрідж Марк Вудфорд           | 7–6(14–12), 4–6, 6–3           |
| 1998 | Якко Елтінг Паул Гаргейс            | Марк Ноулз Деніел Нестор             | 6–3, 3–6, 6–3                  |
| 1999 | Магеш Бгупаті Леандер Паес          | Горан Іванишевич Джефф Таранго       | 6–2, 7–5                       |
| 2000 | Тодд Вудбрідж Марк Вудфорд          | Паул Гаргейс Сендон Столл            | 7–6, 6–4                       |
| 2001 | Магеш Бгупаті Леандер Паес          | Петр Пала Павел Візнер               | 7–6, 6–3                       |
| 2002 | Паул Гаргейс Євген Кафельников      | Марк Ноулз Деніел Нестор             | 7–5, 6–4                       |
| 2003 | Боб Браян Майк Браян                | Паул Гаргейс Євген Кафельников       | 7–6(7–3), 6–3                  |
| 2004 | Ксав'є Малісс Олів'є Рохус          | Мікаель Льодра Фабріс Санторо        | 7–5, 7–5                       |
| 2005 | Йонас Бйоркман Максим Мирний        | Боб Браян Майк Браян                 | 2–6, 6–1, 6–4                  |
| 2006 | Йонас Бйоркман Максим Мирний        | Боб Браян Майк Браян                 | 6–7(5–7), 6–4, 7–5             |
| 2007 | Марк Ноулз Деніел Нестор            | Лукаш Длоуги Павел Візнер            | 2–6, 6–3, 6–4                  |
| 2008 | Пабло Куевас Луїс Орна              | Деніел Нестор Ненад Зімоньїч         | 6–2, 6–3                       |
| 2009 | Лукаш Длоуги Леандер Паес           | Веслі Муді Дік Норман                | 3–6, 6–3, 6–2                  |
| 2010 | Деніел Нестор Ненад Зімоньїч        | Лукаш Длоуги Леандер Паес            | 7–5, 6–2                       |
| 2011 | Максим Мирний Деніел Нестор         | Хуан Себастьян Кабаль Едуардо Шванк  | 7–6(7–3), 3–6, 6–4             |
| 2012 | Максим Мирний Деніел Нестор         | Боб Браян Майк Браян                 | 6–4, 6–4                       |
| 2013 | Боб Браян Майк Браян                | Мікаель Льодра Ніколя Маю            | 6–4, 4–6, 7–6(7–4)             |
| 2014 | Жульєн Беннето Едуар Роже-Васслен   | Марсель Гранольєрс Марк Лопес Таррес | 6–3, 7–6(7–1)                  |
| 2015 | Іван Додіг Марсело Мело             | Боб Браян Майк Браян                 | 6–7(5–7), 7–6(7–5), 7–5        |
| 2016 | Фелісіано Лопес Марк Лопес Таррес   | Боб Браян Майк Браян                 | 6–4, 6–7(6–8), 6–3             |
| 2017 | Раян Гаррісон Майкл Вінус           | Сантьяго Гонсалес Доналд Янг         | 7–6(7–5), 6–7(4–7), 6–3        |
| 2018 | П'єр-Юг Ербер Ніколя Маю            | Олівер Марах Мате Павич              | 6–2, 7–6(7–4)                  |
| 2019 | Кевін Кравіц Андреас Міс            | Жеремі Шарді Фабріс Мартен           | 6–2, 7–6(7–3)                  |
| 2020 | Кевін Кравіц Андреас Міс            | Мате Павич Бруно Соарес              | 6–3, 7–5                       |
| 2021 | П'єр-Юг Ербер Ніколя Маю            | Олександр Бублик Андрій Голубєв      | 4–6, 7–6(7–1), 6–4             |
| 2022 | Марсело Аревало Жан-Жульєн Роєр     | Іван Додіг Остін Крайчек             | 6–7(4–7), 7–6(7–5), 6–3        |
| 2023 | Іван Додіг Остін Крайчек            | Сандер Жіє Йоран Вліґен              | 6–3, 6–1                       |
| 2024 | Марсело Аревало Мате Павич          | Сімоне Болеллі Андреа Вавассорі      | 7–5, 6–3                       |
| 2025 | Марсель Гранольєрс Орасіо Себальйос | Джо Солсбері Ніл Скупскі             | 6–0, 6–7(5–7), 7–5             |

## Виноски
1. ↑  The tournament was not held from 1941 to 1945 because of World War II.[3][4]